# Kseniya Grigoreva
Kseniya Grigoreva (ur. 25 listopada 1987) – uzbecka narciarka alpejska.
Grigoreva na mistrzostwach świata startowała pięciokrotnie. Jej najlepszym osiągnięciem było 44. miejsce w slalomie na Mistrzostwach Świata 2011 w Garmisch-Partenkirchen.
Grigoreva była reprezentantką Uzbekistanu na Zimowych Igrzyskach Olimpijskich 2014 w rosyjskim Soczi oraz Zimowych Igrzyskach Olimpijskich 2010 w kanadyjskim Vancouver.

## Osiągnięcia

### Zimowe igrzyska olimpijskie
| Mistrzostwa    | Konkurencja | Czas    | Wynik | Zwycięzca           |
| -------------- | ----------- | ------- | ----- | ------------------- |
| Vancouver 2010 | Slalom      | -       | DNF1  | Maria Höfl-Riesch   |
| Vancouver 2010 | Gigant      | 2:57.22 | 58.   | Viktoria Rebensburg |
| Soczi 2014     | Slalom      | -       | DNF2  | Mikaela Shiffrin    |
| Soczi 2014     | Gigant      | 3:11.54 | 64.   | Tina Maze           |

### Mistrzostwa świata
| Mistrzostwa                 | Konkurencja | Czas    | Wynik | Zwycięzca        |
| --------------------------- | ----------- | ------- | ----- | ---------------- |
| Santa Caterina 2005         | Slalom      | -       | DNF1  | Janica Kostelić  |
| Santa Caterina 2005         | Gigant      | 2:46.03 | 63.   | Anja Pärson      |
| Garmisch-Partenkirchen 2011 | Slalom      | 2:10.53 | 44.   | Marlies Schild   |
| Garmisch-Partenkirchen 2011 | Gigant      | 1:19.16 | 72.   | Ted Ligety       |
| Schladming 2013             | Slalom      | -       | DNF1  | Mikaela Shiffrin |
| Schladming 2013             | Gigant      | -       | DNF1  | Tessa Worley     |
| Vail i Beaver Creek 2015    | Slalom      | -       | DNF1  | Mikaela Shiffrin |
| Vail i Beaver Creek 2015    | Gigant      | -       | DSQ1  | Anna Fenninger   |
| Sankt Moritz 2017           | Slalom      | -       | DNF1  | Mikaela Shiffrin |
| Sankt Moritz 2017           | Gigant      | 1:17.38 | 70.   | Tessa Worley     |